# Coupe d'Europe des clubs (kayak-polo) 2009
Navigation
Édition précédente Édition suivante
La Coupe d'Europe des clubs 2009 s'est déroulée, du 19 au 20 septembre 2009 à Saint-Omer, en France.

## Tableau des médailles
| Catégorie     | Médaille d'or          | Médaille d'argent                                | Médaille de bronze  |
| ------------- | ---------------------- | ------------------------------------------------ | ------------------- |
| Sénior Hommes | Deventer K V           | Base de loisirs de canoë-kayak de Condé-sur-Vire | Pro Scogli Chiavari |
| Sénior Femmes | FOA Xclusive Liverpool | Canoë Kayak Club Acigné                          | CN Posillipo        |